# Olympische Sommerspiele 2004/Rudern – Zweier ohne Steuerfrau
Der Ruderwettbewerb im Zweier ohne Steuerfrau der Frauen bei den Olympischen Spielen 2004 in Athen wurde vom 14. bis zum 21. August 2004 im Schinias Olympic Rowing and Canoeing Centre ausgetragen. 20 Athletinnen in 10 Booten traten an.
Die Ruderregatta, die über 2000 Meter ausgetragen wurde, begann mit zwei Vorläufen. Die jeweils siegreichen Boote zogen ins A-Finale ein, die restlichen starteten im Hoffnungslauf. In den beiden Hoffnungsläufen qualifizierten sich die erst- und zweitplatzierten Boote für das A-Finale, die restlichen Boote gingen ins B-Finale zur Ermittlung der Plätze 7 bis 10.
Die jeweils qualifizierten Boote sind hellgrün unterlegt.
Die amtierende Olympiasiegerin Georgeta Andrunache, die in Sydney noch unter ihrem Mädchennamen Damian antrat, bekam in Viorica Susanu nach den Spielen eine neue Zweierpartnerin. Die beiden kannten sich schon sehr gut, da sie in Sydney zusammen Gold im Achter gewonnen hatten. Auch mit der neuen Partnerin war Georgeta Andrunache nicht zu stoppen und die beiden gewannen sowohl bei der Weltmeisterschaft 2001 als auch bei der Weltmeisterschaft 2002 den Titel. Bei der Weltmeisterschaft 2003 mussten sie sich überraschend den siegenden Britinnen Katherine Grainger und Catherine Bishop und den beiden Weißrussinnen Julija Bitschyk und Natallja Helach geschlagen geben. Diese drei Boote waren die absoluten Favoriten und zeigten dies auch direkt im Vorlauf. Im ersten Vorlauf gewannen die Weißrussinnen gegen die Britinnen und im zweiten Vorlauf gewannen die Rumäninnen mit 13 Sekunden vor den Kanadierinnen. Im Finale übernahm das Boot aus Rumänien wieder früh die Spitze und baute seinen Vorsprung immer weiter aus. Als die anderen Boote auf den letzten 500 Metern um die Medaillen kämpften, konnten die Rumäninnen locker ihrer Goldmedaille entgegen rudern. Dahinter lagen, bis 500 Meter vor dem Ziel, die beiden Kanadierinnen Darcy Marquardt und Buffy-Lynne Williams, Bronzemedaillengewinnerin mit dem Achter in Sydney, auf dem zweiten Platz. Anschließend mussten sie aber die Boote aus Großbritannien und Weißrussland passieren lassen und wurden nur vierte. Im Kampf um die Medaillen konnten sich am Ende, wie schon bei der Weltmeisterschaft, die Britinnen gegen die Weißrussinnen durchsetzen und die Silbermedaille gewinnen.

## Titelträger
| Olympiasiegerinnen | Rumänien Besatzung: Georgeta Damian, Doina Ignat                       | Sydney 2000  |
| Weltmeisterinnen   | Vereinigtes Königreich Besatzung: Katherine Grainger, Catherine Bishop | Mailand 2003 |

## Vorläufe
Samstag, 14. August 2004
- Qualifikationsnormen: Platz 1 -> Finale A, ab Platz 2 -> Hoffnungslauf

### Vorlauf 1
| Platz | Bahn | Nation             | Athletinnen                          | Zeit (min) | Qualifikation |
| ----- | ---- | ------------------ | ------------------------------------ | ---------- | ------------- |
| 1     | 3    | Belarus            | Julija Bitschyk, Natallja Helach     | 7:27,73    | Finale A      |
| 2     | 4    | Großbritannien     | Katherine Grainger, Catherine Bishop | 7:34,66    | Hoffnungslauf |
| 3     | 2    | Deutschland        | Maren Derlien, Sandra Goldbach       | 7:44,00    | Hoffnungslauf |
| 4     | 5    | Frankreich         | Sophie Balmary, Virginie Chauvel     | 7:49,70    | Hoffnungslauf |
| 5     | 1    | Vereinigte Staaten | Sarah Jones, Kate Mackenzie          | 7:53,78    | Hoffnungslauf |

### Vorlauf 2
| Platz | Bahn | Nation     | Athletinnen                           | Zeit (min) | Qualifikation |
| ----- | ---- | ---------- | ------------------------------------- | ---------- | ------------- |
| 1     | 3    | Rumänien   | Georgeta Andrunache, Viorica Susanu   | 7:29,74    | Finale A      |
| 2     | 4    | Kanada     | Darcy Marquardt, Buffy-Lynne Williams | 7:42,36    | Hoffnungslauf |
| 3     | 2    | Bulgarien  | Milka Tantschewa, Anna Tschuk         | 7:52,45    | Hoffnungslauf |
| 4     | 1    | China      | Cong Huanling, Feng Xueling           | 7:53,30    | Hoffnungslauf |
| 5     | 5    | Neuseeland | Juliette Haigh, Nicola Coles          | 9:37,53    | Hoffnungslauf |

## Hoffnungsläufe
Mittwoch, 18. August 2004
- Qualifikationsnormen: Platz 1-2 -> Finale A, ab Platz 3 -> Finale B

### Hoffnungslauf 1
| Platz | Bahn | Nation         | Athletinnen                          | Zeit (min) | Qualifikation |
| ----- | ---- | -------------- | ------------------------------------ | ---------- | ------------- |
| 1     | 2    | Großbritannien | Katherine Grainger, Catherine Bishop | 7:06,75    | Finale A      |
| 2     | 4    | Neuseeland     | Juliette Haigh, Nicola Coles         | 7:11,00    | Finale A      |
| 3     | 3    | Bulgarien      | Milka Tantschewa, Anna Tschuk        | 7:17,16    | Finale B      |
| 4     | 1    | Frankreich     | Sophie Balmary, Virginie Chauvel     | 7:24,19    | Finale B      |

### Hoffnungslauf 2
| Platz | Bahn | Nation             | Athletinnen                           | Zeit (min) | Qualifikation |
| ----- | ---- | ------------------ | ------------------------------------- | ---------- | ------------- |
| 1     | 3    | Kanada             | Darcy Marquardt, Buffy-Lynne Williams | 7:08,32    | Finale A      |
| 2     | 2    | Deutschland        | Maren Derlien, Sandra Goldbach        | 7:11,30    | Finale A      |
| 3     | 4    | China              | Cong Huanling, Feng Xueling           | 7:15,52    | Finale B      |
| 4     | 1    | Vereinigte Staaten | Sarah Jones, Kate Mackenzie           | 7:15,95    | Finale B      |

## Finale

### A-Finale
Samstag, 21. August 2004, 9:10 Uhr MESZ

Anmerkung: zur Ermittlung der Plätze 1 bis 6
| Platz | Bahn | Nation         | Athletinnen                           | Zeit (min) |
| ----- | ---- | -------------- | ------------------------------------- | ---------- |
| 1     | 4    | Rumänien       | Georgeta Andrunache, Viorica Susanu   | 7:06,55    |
| 2     | 5    | Großbritannien | Katherine Grainger, Catherine Bishop  | 7:08,66    |
| 3     | 3    | Belarus        | Julija Bitschyk, Natallja Helach      | 7:09,86    |
| 4     | 2    | Kanada         | Darcy Marquardt, Buffy-Lynne Williams | 7:13,33    |
| 5     | 1    | Deutschland    | Maren Derlien, Sandra Goldbach        | 7:20,20    |
| 6     | 6    | Neuseeland     | Juliette Haigh, Nicola Coles          | 7:23,52    |

### B-Finale
Donnerstag, 19. August 2004, 10:30 Uhr MESZ

Anmerkung: zur Ermittlung der Plätze 7 bis 10
| Platz | Bahn | Nation             | Athleten                         | Zeit (min) |
| ----- | ---- | ------------------ | -------------------------------- | ---------- |
| 7     | 2    | China              | Cong Huanling, Feng Xueling      | 7:10,54    |
| 8     | 3    | Bulgarien          | Milka Tantschewa, Anna Tschuk    | 7:11,89    |
| 9     | 4    | Vereinigte Staaten | Sarah Jones, Kate Mackenzie      | 7:13,71    |
| 10    | 1    | Frankreich         | Sophie Balmary, Virginie Chauvel | 7:17,94    |